# Lawford
Lawford är en by och en civil parish i Tendring i Essex i England. Orten har 4 476 invånare (2001). Byn nämndes i Domedagsboken (Domesday Book) år 1086, och kallades då Laleforda / Leleforda.